# Wessel Dammers
Wessel Dammers (Ouderkerk aan den IJssel, 1º marzo 1995) è un calciatore olandese, difensore del Randers.

## Caratteristiche tecniche
È un difensore centrale.

## Carriera

### Club
Ha giocato nella prima divisione olandese ed in quella danese.

### Nazionale
Ha giocato nelle nazionali giovanili olandesi Under-18, Under-19, Under-20 ed Under-21.

## Statistiche

### Presenze e reti nei club
Statistiche aggiornate al 22 maggio 2017.
| Stagione         | Squadra          | Campionato       | Campionato | Campionato | Coppe nazionali | Coppe nazionali | Coppe nazionali | Coppe continentali | Coppe continentali | Coppe continentali | Altre coppe | Altre coppe | Altre coppe | Totale | Totale |
| Stagione         | Squadra          | Comp             | Pres       | Reti       | Comp            | Pres            | Reti            | Comp               | Pres               | Reti               | Comp        | Pres        | Reti        | Pres   | Reti   |
| ---------------- | ---------------- | ---------------- | ---------- | ---------- | --------------- | --------------- | --------------- | ------------------ | ------------------ | ------------------ | ----------- | ----------- | ----------- | ------ | ------ |
| 2014-2015        | Feyenoord        | ED               | 0          | 0          | CO              | 0               | 0               | UEL                | 1                  | 0                  | -           | -           | -           | 1      | 0      |
| 2015-2016        | Cambuur          | ED               | 19         | 0          | CO              | 0               | 0               | -                  | -                  | -                  | -           | -           | -           | 19     | 0      |
| 2016-2017        | Feyenoord        | ED               | 0          | 0          | CO              | 0               | 0               | UEL                | 1                  | 0                  | -           | -           | -           | 1      | 0      |
| Totale Feyenoord | Totale Feyenoord | Totale Feyenoord | 0          | 0          |                 | 0               | 0               |                    | 2                  | 0                  |             | -           | -           | 2      | 0      |
| Totale carriera  | Totale carriera  | Totale carriera  | 19         | 0          |                 | 0               | 0               |                    | 2                  | 0                  |             | -           | -           | 21     | 0      |

## Palmarès
- Campionato olandese: 1

Feyenoord: 2016-2017